# フランス革命 (ブレイクの詩作品)
『フランス革命』（フランスかくめい、The French Revolution）は、1791年に活字に組まれたが出版されずに終わったウィリアム・ブレイクの詩作品。タイトル通りフランス革命を題材としており、フランス王政の問題からバスティーユ襲撃までを描いている。
ブレイクは、書肆兼出版人のジョゼフ・ジョンソンのもとで1780年から銅版画職人として挿絵や彫板などの下請けの仕事を引き受けていた。ブレイクはこのジョンソン書肆から 1791年に『フランス革命』という詩作品を刊行するはずであったが、何らかの理由で出版は中止された。現在私たちが読むことのできるブレイクの『フランス革命』は第一巻の校正刷であり、その表題には「フランス革命 詩 第七巻」 (THE FRENCH REVOLUTION. A POEM, IN SEVEN BOOKS)と書かれているが、第二巻以降の校正刷については不明である。
この作品の出版中止に関する事情についても、ジョンソンが出版を断ってきたのか、あるいはブレイク自身の判断で出版を差し控えたのかも、定かではない。
第一巻の校正刷は現在 ハンティントン・ライブラリーに保存されている。